# Neurocalyx
Neurocalyx là một chi thực vật có hoa trong họ Thiến thảo (Rubiaceae).

## Loài
Chi Neurocalyx gồm các loài: